# Bodo (Makary)
Pour les articles homonymes, voir Bodo (homonymie).
Bodo  (ou Godo Kouda, Kuda, Gado-Kuda, Gado Kouda, Gado, Bodo Kouda) est un canton ou une localité du Cameroun dans la commune de Makary, le département du Logone-et-Chari et la Région de l'Extrême-Nord, au sud du lac Tchad.  

## Population
Lors du recensement de 2005, on a dénombré 2 073 personnes dans le canton de Bodo.
En 2013, le plan communal de développement (PCD) de Makary évalue le nombre d'habitants à 2 831.

## Éducation
Bodo est doté d'un collège public (CES).